# Верша
Ве́рша — вид рыболовной снасти (снаряд) из прутьев (тальника, чаще всего, ввиду особой гибкости, ивовых), в виде бутыли, воронки. 
Обычное в речном и озерном рыболовстве название прутяной ловушки (рыболовный снаряд) имеет другие названия в землях (краях, странах) Руси (России): пермской — Морда, астраханской (на Волге) — Ванда, вологодской — Вайда, и так далее. Верша ставится весной в мелких рукавах рек, на значительной глубине, в быстрых местах, отверстием по течению, причём, по обе стороны её, проходы заваливаются тростником. В 1930-е годы, наибольшее применение имела на Волге для лова стерляди.
Верша состоит из:
- двойной плетневой воронки;
- воронка наружная, с глухим хвостом, называется бочка, мн.;
- воронка малая или вставная: де́тыш;
- общее их широкое отверстие: твори́ло;
- узкое, во внутренней воронке: очко, лаз.[1]

Верша имеет вид каркасной конструкции, сходящейся на конус, чтобы рыба, заплыв, не могла развернуться. Длина верши в зависимости от назначения (какая рыба ловится в том или ином водоёме) до двух аршин (от 1½ до 1¾), внутренняя корзина тогда имеет длину один аршин, ширина около одного аршина. Весьма сходный тип снасти представляет собой морда. В качестве разновидностей, аналогов или диалектных синонимов верши рассматриваются вентерь, вятер, норот,  нерша, нерето, вере́нька, корчага и ванда. В другом источнике указано что Нере́то, мре́жа, мере́жка, такой же снаряд из сети, на обручах; вентер, вятер, вятель, крыле́на, то же, с сетчатыми крыльями по бокам. 
Верша может быть использована для ловли рыбы в экстремальных условиях, когда никаких других снастей под руками нет. Именно поэтому широко употреблялась в старину на Руси (в России) и в других славянских землях. До сих пор активно используется на периферии бывшего СССР. Применяется также для ловли крабов.
Верша и иные рыболовные снасти упомянуты в рассказе Салтыкова-Щедрина «Премудрый пискарь»:

«А человек? — что это за ехидное создание такое! каких каверз он ни выдумал, чтоб его, пискаря, напрасною смертью погублять! И невода, и сети, и верши, и норота, и наконец… уду!»